# Singles (Nirvana)
Singles è un box set pubblicato in Europa nel 1995 contenenti alcuni singoli della band grunge Nirvana. I singoli contenuti sono sei: quattro da Nevermind (Smells Like Teen Spirit, Come as You Are, In Bloom e Lithium) e due da In Utero (Heart-Shaped Box e All Apologies). Non è incluso Pennyroyal Tea, il terzo singolo estratto da In Utero.

## Tracce
Tutte le canzoni sono state scritte da Kurt Cobain, eccetto dove indicato.

### Smells Like Teen Spirit
1. Smells Like Teen Spirit (edit) (Cobain/Grohl/Novoselic) – 4:39
2. Even in His Youth (Cobain/Grohl/Novoselic) – 3:06
3. Aneurysm (Cobain/Grohl/Novoselic) – 4:46

### Come as You Are
1. Come as You Are
2. Endless, Nameless
3. School [dal vivo, Paramount Theatre (Seattle, Washington) 31/10/1991]
4. Drain You [dal vivo, Paramount Theatre (Seattle, Washington) 31/10/1991]

### In Bloom
1. In Bloom
2. Sliver [dal vivo, O'Brien Pavilion (Del Mar, California) 28/12/1991]
3. Polly [dal vivo, O'Brien Pavilion (Del Mar, California) 28/12/1991]

### Lithium
1. Lithium
2. Been a Son [dal vivo, Paramount Theatre (Seattle, Washington) 31/10/1991]
3. Curmudgeon

### Heart-Shaped Box
1. Heart-Shaped Box
2. Milk It
3. Marigold (Grohl)

### All Apologies/Rape Me
1. All Apologies
2. Rape Me
3. Moist Vagina

## Posizione nelle classifiche
| Classifiche (1995)            | Posizione |
| ----------------------------- | --------- |
| Official French Singles Chart | 17        |
| Official UK Albums Chart      | 101       |